# Les Cayes (arrondissement)
Les Cayes (Haïtiaans-Creools: Okay) is een arrondissement van het Haïtiaanse departement Sud, met 346.000 inwoners. De postcodes van dit arrondissement beginnen met het getal 81.
Het arrondissement Les Cayes bestaat uit de volgende gemeenten:
- Les Cayes (hoofdplaats van het arrondissement)
- Camp-Perrin
- Chantal
- Île à Vache
- Maniche
- Torbeck